# Рордорф (Баварія)
Рордорф (нім. Rohrdorf) — громада в Німеччині, розташована в землі Баварія. Підпорядковується адміністративному округу Верхня Баварія. Входить до складу району Розенгайм.
Площа — 28,67 км2. Населення становить 5903 ос. (станом на 31 грудня 2020).